# Nyergesújfalu felső megállóhely
Nyergesújfalu felső megállóhely egy Komárom-Esztergom vármegyei vasúti megállóhely Nyergesújfalu városában, a MÁV üzemeltetésében.
A történelmi városközpont északnyugati szélén helyezkedik el, szinte közvetlenül a Duna-parton. Közúti elérését a 10-es főút felől egy önkormányzati út (települési nevén József Attila utca) biztosítja.
A megállóhely jegypénztár nélküli, nincs jegykiadás.
2009. december 13-tól egy éven át szünetelt a vasútvonalon a személyforgalom, de 2010. december 12-től újra járnak itt személyvonatok.

## Vasútvonalak
A megállóhelyet az alábbi vasútvonalak érintik:
- Esztergom–Almásfüzitő-vasútvonal

## Kapcsolódó állomások
A megállóhelyhez az alábbi állomások vannak a legközelebb:
- Nyergesújfalu vasútállomás (Esztergom–Almásfüzitő-vasútvonal)
- Eternitgyár megállóhely (Esztergom–Almásfüzitő-vasútvonal)

## Forgalom
| Járat | Útvonal | Gyakoriság                         |
| ----- | --- | ---------------------------------- |
| S74   | Esztergom – Esztergom-Kertváros – Tokod – Tát – Nyergesújfalu – Nyergesújfalu felső – Eternitgyár – Lábatlan – Piszke – Süttő – Süttő felső – Várhegyalja – Neszmély – Dunaalmás – Almásfüzitő – Komárom | Munkanapokon 5 pár, hétvégén 1 pár |
| S74   | Esztergom – Esztergom-Kertváros – Tokod – Tát – Nyergesújfalu – Nyergesújfalu felső – Eternitgyár – Lábatlan – Piszke – Süttő – Süttő felső – Várhegyalja – Neszmély – Dunaalmás – Almásfüzitő           | Hétvégén 3 pár                     |
| S74   | Esztergom – Esztergom-Kertváros – Tokod – Tát – Nyergesújfalu – Nyergesújfalu felső – Eternitgyár – Lábatlan – Piszke – Süttő                                                                            | Munkanapokon 2 pár                 |
| S74   | Esztergom – Esztergom-Kertváros – Tokod – Tát – Nyergesújfalu – Nyergesújfalu felső – Eternitgyár – Lábatlan                                                                                             | Munkanapokon 1 pár                 |